# Philippine Stindel
Philippine Stindel est une actrice française. Elle est connue pour les films Going to Brazil de Patrick Mille (2017) et Mercuriales de Virgil Vernier (2014), ainsi que pour le rôle de Emma dans l'adaptation française de la série télévisée Skam.

## Biographie
Philippine Stindel est d'origine bretonne, mais a grandi à Paris. Elle a étudié au cours Florent, formation qu'elle quitte lorsqu'elle est choisie pour jouer dans le film Mercuriales de Virgil Vernier (2014).
En 2016, elle tourne au Brésil pour le film Going to Brazil de Patrick Mille.
En 2017, elle rejoint le casting de l'adaptation française de la série télévisée norvégienne Skam. Elle interprète Emma, le personnage principal de la première saison. En 2021, elle joue dans un épisode animé par Bilal Hassani et Léna Situations de True Story, série sur Amazon Prime Vidéo où elle interprète le rôle d'Adèle Exarchopoulos .

## Filmographie
Sauf indication contraire, les informations mentionnées dans cette section peuvent être confirmées par les bases de données cinématographiques IMDb et Allociné,  présentes dans la section « Liens externes ».

### Cinéma
- 2014 : Mercuriales de Virgile Vernier : Joane
- 2017 : Going to Brazil de Patrick Mille : Lily

### Télévision
- 2018 - 2020 : Skam (série télévisée norvégienne adaptée en France) de David Hourrègue : Emma Borges (centrale saison 1, principale saisons 2 à 6, invitée saisons 7 et 8)
- 2021 : True Story (Émission sur Prime Video) : Adèle Exarchopoulos (saison 2, épisode 6)